# Hadena sadales
Hadena sadales är en fjärilsart som beskrevs av Druce 1898. Hadena sadales ingår i släktet Hadena och familjen nattflyn. Inga underarter finns listade i Catalogue of Life.